# Ďáblice
Ďáblice (en allemand Teufelstadt) est un quartier pragois situé dans le nord de la capitale tchèque, appartenant à l'arrondissement de Prague 8, d'une superficie de 737,9 hectares est un quartier de Prague. En 2018, la population était de 3 639 habitants.
La première mention écrite de Ďáblice date du 1253. La ville est devenue une partie de Prague en 1960.